# Nikolay Khomeriki
Nikolay Khomeriki (17 de abril de 1975) é um diretor de cinema russo.